# 扎瓦利亞 (喬爾特基夫區)
48°35′9″N 26°18′46″E / 48.58583°N 26.31278°E
扎瓦利亞（烏克蘭語：Завалля）是位於烏克蘭西部泰爾諾皮爾州裏喬爾特基夫區的村莊，處於茲布魯奇河右岸，距離庫德林齊2公里，2004年人口1,978。